# Fundacja Ukraiński Dom
Fundacja Ukraiński Dom (ukr. Український Дім, do 2022 Fundacja Nasz Wybór – ukr. Фонд «Наш вибір») – utworzona w 2009 polska organizacja pozarządowa zajmująca się wspieraniem rozwoju kontaktów między Polską i Ukrainą, budowaniem społeczeństwa obywatelskiego oraz wspieraniem działań na rzecz imigrantów. Za swoje działania otrzymała m.in. Warszawską Nagrodę Edukacji Kulturalnej za Kurs polsko-ukraiński „Miejskie historie wielokulturowe” (2021, II Nagroda) – wspólnie z Muzeum Historii Żydów Polskich Polin. Od 2014 Fundacja prowadzi Ukraiński Dom w Warszawie – miejsce, w którym organizuje spotkania i wydarzenia kulturalne, prowadzi kursy języka polskiego oraz udziela porad prawnych. Ukraiński Dom jest jednocześnie siedzibą Klubu Ukraińskich Kobiet oraz. Fundacja prowadzi portal internetowy naszwybir.pl.
Pod obecną nazwą fundacja działa od jesieni 2022. 

## Historia Fundacji „Ukraiński Dom”
Historia fundacji rozpoczyna się od działań podjętych w 2004 roku, w okresie Pomarańczowej Rewolucji, mających później zaowocować jej formalnym powstaniem i wspierających ukraińskie społeczeństwo obywatelskie. Rewolucja ta, oparta na pokojowych protestach, zainspirowała wiele osób, w tym Ukrainki i Ukraińców mieszkających za granicą, do wspólnego działania. W Polsce, z doświadczeniem związanym z ruchami społecznymi i solidarnościowymi, kontynuowano wsparcie Ukrainy w jej staraniach o demokratyzację i integrację z Europą. W odpowiedzi na te wydarzenia grupa przyjaciół z Polski i Ukrainy zainicjowała w Warszawie działania na rzecz pomocy osobom migranckim z Ukrainy, przybywającym do Polski w poszukiwaniu lepszych warunków życia.
W 2009 roku grupa aktywistek i aktywistów formalnie zarejestrowała Fundację „Nasz Wybór”. Nazwa fundacji nawiązuje do odbywających się wówczas wyborów i ma na celu przypomnienie o znaczeniu oddawania głosu na rzecz wolnej Ukrainy. 
W 2014 roku Fundacja otworzyła w Warszawie Ukraiński Dom – miejsce, w którym cudzoziemki i cudzoziemcy, a szczególnie obywatelki i obywatele Ukrainy, mogą znaleźć wsparcie.
Jesienią 2022 roku fundacja zmieniła nazwę na Fundacja „Ukraiński Dom”.

## W obliczu eskalacji wojny w Ukrainie
Działalność Ukraińskiego Domu znacząco przyspieszyła po 24 lutego 2022 roku, w odpowiedzi na pełnoskalową agresję Rosji na Ukrainę. Fundacja przekształciła się w centrum kryzysowe, oferując wsparcie uchodźczyniom i uchodźcom, w tym pomoc prawną i administracyjną. Powstał także dział, który kwateruje osoby uchodźcze. W ramach tych działań zakwaterowano już kilkanaście tysięcy osób, mimo trudności w znalezieniu miejsc dla osób starszych, osób z niepełnosprawnościami oraz mężczyzn.
Fundacja rozwinęła dział wolontariacki, który tworzy grupa zaangażowanych osób wspierających uchodźczynie i uchodźców, pomagających m.in. w domach kultury, szkołach oraz przy tłumaczeniach dokumentów.
Ukraiński Dom opracował także program wsparcia dla cudzoziemek i cudzoziemców, skupiając się na doradztwie zawodowym, konsultacjach prawnych dotyczących prawa pracy oraz szkoleniach związanych z rynkiem pracy.
W kwietniu 2022 roku fundacja, we współpracy z Klubem Inteligencji Katolickiej, założyła Warszawską Ukraińską Szkołę (SzkoUA), aby umożliwić ukraińskim dzieciom kontynuację nauki. Szkoła prowadzi dwujęzyczne nauczanie, uznawane zarówno w polskim, jak i ukraińskim systemie oświaty.
Fundacja od 2016 roku prowadzi również Sobotnią Szkołę Ukraińską, której działalność znacznie się rozwinęła w dobie eskalacji wojny, oferując ukraińskim dzieciom bezpłatne zajęcia z języka ukraińskiego, historii Ukrainy, jej kultury i geografii. Ukraińska Szkoła Sobotnia funkcjonuje na podstawie przepisów polskiej ustawy o systemie oświaty oraz odpowiedniego Rozporządzenia MEN, a także znajduje się na liście organizacji współpracujących z MSZ Ukrainy.
W 2023 roku fundacja rozpoczęła realizację projektu „Działajmy razem na Mazowszu”, który powstał we współpracy z Polskim Forum Migracyjnym oraz UNHCR, a wcześniej z Federacją Mazowia. Inicjatywa ta ma na celu wsparcie lokalnych liderów oraz instytucji w województwie mazowieckim w pracy z ukraińską społecznością, a także w budowaniu polsko-ukraińskiego dialogu. Projekt, który początkowo miał trwać rok, rozwija się i wciąż są prowadzone działania na rzecz jego celów.
Fundacja aktywnie uczestniczy również w dostarczaniu pomocy humanitarnej mieszkankom i mieszkańcom Ukrainy, zapewniając m.in. leki, sprzęt medyczny oraz inne niezbędne zasoby.

## Działalność społeczno-kulturalna Ukraińskiego Domu

### Centrum Spotkań Fundacji „Ukraiński Dom”
Centrum Spotkań regularnie organizuje różnorodne wydarzenia, w tym prezentacje, koncerty, dyskusje, wernisaże, warsztaty artystyczne oraz spotkania autorskie, wspierające dialog polsko-ukraiński i wymianę idei. W ramach Centrum działa Galeria DIM, która gości literacki klub „Po-sąsiedzku”, klub wsparcia "Przyjaciele", wieczory gier planszowych oraz klub filmowy. Oprócz mniejszych wydarzeń, organizowane są także większe spotkania, takie jak śniadanie wielkanocne i spotkanie wigilijne dla osób uchodźczych.
Od maja 2014 roku fundacja realizuje projekt Klub Ukraińskich Kobiet, wspierający integrację Ukrainek przyjeżdżających do Polski. Spotkania klubu odbywają się regularnie i są poświęcone różnym tematom, takim jak warsztaty rękodzielnicze, kulinarne czy spotkania z ekspertkami i ekspertami z różnych dziedzin. W ramach tej inicjatywy powstała również Akademia Menedżerek, gdzie uczestniczki prowadzą warsztaty, dzieląc się swoją wiedzą i doświadczeniem z innymi kobietami.
Fundacja organizuje również  kursy języka polskiego dla cudzoziemek i cudzoziemców oraz kluby konwersacyjne w językach polskim, ukraińskim i angielskim.
Działania skierowane są także do najmłodszych osób. Oferowane są warsztaty plastyczne, zajęcia artystyczne oraz obozy wakacyjne, które pomagają dzieciom w budowaniu relacji i umiejętności społecznych. Działania obejmują: zajęcia z choreografii ukraińskiej, program wsparcia „Idę na studia”, obozy przyrodnicze, zajęcia Urban Club oraz mistrzowskie warsztaty z różnych dziedzin.
Ponadto fundacja inicjuje spotkania eksperckie oraz działania rzecznicze, które mają na celu zwiększenie efektywności wsparcia dla ukraińskich migrantek i migrantów w Polsce. Prowadzi także badania socjologiczne. We współpracy z Fundacją Instytut Społeczno-Ekonomicznych Ekspertyz zrealizowano projekt dotyczący wysoko wykwalifikowanych imigrantek i imigrantów na polskim rynku pracy. Ostatnim badaniem, przeprowadzonym we współpracy z Fundacją im. Heinricha Bölla, był raport „Sytuacja ukraińskich migrantek w Polsce w czasie COVID-19”, analizujący wpływ pandemii i wprowadzonych środków na sytuację Ukrainek.
W ramach Centrum Spotkań działa również biblioteka, oferująca bogaty zbiór literatury w języku ukraińskim. 
Biblioteka oraz Centrum Spotkań Ukraińskiego Domu mieszczą się w Warszawie, przy ul. Zamenhofa 1.

## Działalność pomocowa Ukraińskiego Domu

### Centrum Wsparcia Fundacji „Ukraiński Dom”
Fundacja Ukraiński Dom prowadzi Centrum Wsparcia, gdzie osoby migranckie i uchodźcze mogą uzyskać pomoc w formie konsultacji (dostępnych online, osobiście lub poprzez infolinię).
Infolinia oraz punkt konsultacyjny działają od 2016 roku. Z początkowo niewielkiej inicjatywy, skupionej głównie na kwestiach legalizacji pobytu, punkt rozwinął się w ośrodek udzielający szerokiego zakresu wsparcia dotyczącego życia w Polsce. Wraz z eskalacją wojny w Ukrainie, zakres świadczonej pomocy znacząco się rozszerzył.
Konsultacje prowadzone są w języku polskim i ukraińskim. 
Centrum Wsparcia ma na celu udzielanie kompleksowych informacji związanych z legalizacją pobytu, zakwaterowaniem, zatrudnieniem, edukacją, sprawami administracyjnymi, opieką zdrowotną i innymi. Pomoc jest dostępna zarówno dla obywateli Ukrainy uciekających przed konfliktem zbrojnym, jak i dla innych obcokrajowców przebywających w Polsce.

## Nagrody
Fundacja od lat cieszy się uznaniem za swoje działania na rzecz integracji i wsparcia społecznego. Była wielokrotnie nagradzana za swoje projekty, a wśród przyznanych wyróżnień można wymienić zarówno nagrody krajowe, jak i międzynarodowe. W 2021 roku zdobyła II nagrodę w kategorii „Instytucje artystyczne i muzea” w ramach Warszawskiej Nagrody Edukacji Kulturalnej. Rok później, w 2022 roku Prezeska Fundacji Myroslava Keryk została nominowana do tytułu Warszawianki Roku. W 2023 roku Warszawska Szkoła Ukraińska SzkoUA, prowadzona przez Fundację, została uhonorowana nagrodą m.st. Warszawy dla inicjatyw społecznych „S3KTOR” za swoje działania na rzecz edukacji dzieci z doświadczeniem uchodźstwa. Kolejny sukces przyniósł czerwiec 2024 roku, kiedy SzkoUA zdobyła prestiżową nagrodę CEB Award for Social Cohesion. To wyróżnienie, przyznawane przez Bank Rozwoju Rady Europy (CEB), docenia innowacyjne podejście do wspierania integracji i edukacji dzieci z doświadczeniem migracyjnym. W tegorocznej edycji konkursu uczestniczyło ponad 100 inicjatyw z 27 krajów, co jeszcze bardziej podkreśla rangę tego osiągnięcia. W listopadzie 2024 roku Myroslava Keryk została odznaczona Orderem Prezydenta Ukrainy za zasługi III stopnia, co stanowi dowód uznania dla pracy jej i całej fundacji na rzecz społeczności ukraińskiej w Polsce i za granicą.

## Stypendia Fundacji Ukraiński Dom
Z okazji swojego 15-lecia w 2024 roku Fundacja „Ukraiński Dom” przyznała 16 stypendiów dla ukraińskich dzieci, wspierając ich rozwój w dziedzinie nauki, sztuki i sportu.